# Rated R
Rated R е четвъртият студиен албум на барбадоската певица Риана, издаден на 20 ноември 2009 г. от Def Jam Recordings. Първата песен от албума е „Russian Roulette“, която е написана от Риана и Ne-Yo. За първата седмица са продадени 181 000 копия, което го прави най-продавания за Риана албум в дебютната си седмица.
Албумът е записан в различни студия, намиращи се в различни държави: САЩ (Манхатън, Лос Анжелис), Англия (Лондон) и Франция (Париж). Продуциран е от Джъстин Тимбърлейк, Ни-Йо, The-Dream и други.

## Списък с песните

### Оригинален траклист
1. Mad House – 1:35
2. Wait Your Turn – 3:46
3. Hard (с Jeezy) – 4:11
4. Stupid in Love – 4:01
5. Rockstar 101 (със Слаш) – 4:00
6. Russian Roulette – 3:48
7. Fire Bomb – 4:18
8. Rude Boy – 3:43
9. Photographs (с Уил Ай Ем) – 4:46
10. G4L – 4:00
11. Te Amo – 3:28
12. Cold Case Love – 6:04
13. The Last Song – 4:16

### Nokia издание
1. Russian Roulette (Donni Hotwheel Remix) – 3:01
2. Hole In My Head – 4:05